# Michaël Milon
Pour les articles homonymes, voir Milon.
Michaël Milon, né le 3 mars 1972 à Tours et mort le 13 mars 2002 à Paris (XVe), est un champion de karaté français. Il a été, en kata, trois fois champion du monde, trois fois vainqueur de la coupe du monde, douze fois champion d'Europe, 9 fois champion de France et 9 fois vainqueur de la coupe de France.

## Biographie
Il commence le karaté Shotokan dès l'âge de neuf ans et excelle dans l'art des kata grâce à un style rapide, fluide et puissant. Triple champion du monde de kata individuel en 1994, 1996 et 2000, il met fin à sa carrière sportive fin 2000 et devient entraîneur national de l'équipe cadet pour la FFKDA début 2001.
À la fin de sa carrière sportive, il est très sollicité par les médias et le monde du showbiz. Il peut ainsi réaliser un de ses rêves, celui de devenir acteur. Il tient le premier rôle du téléfilm Koan, aux côtés d'Alain Figlarz et Bérénice Bejo. Koan, diffusé sur M6, devait être le pilote d'une série du même nom mais le décès de Michaël Milon met fin au projet.
Michaël Milon meurt le 13 mars 2002 d'un arrêt cardiaque. Une analyse toxicologique a prouvé qu'une surdose de cocaïne n'était pas la cause de son décès.

## Palmarès
1987 :
- 3e de la coupe de France minimes (novembre)

1988 :	
- Vice-Champion de France minimes (février)
- 2e à la Coupe de France cadets (novembre)

1989 :
- 1er Champion de France Cadets (février)

1989 :	
- 1er à la Coupe de France Cadets (novembre)

1990 :	
- 1er aux Championnats d'Europe Cadets (février)
- 1er aux Championnats de France Cadets (février)
- 3e aux Championnats d'Europe Séniors (avril)
- 1er à la Coupe Jeux méditerranéens Séniors (juin)
- 3e aux Championnats du Monde par équipe (novembre)
- 1er à la Coupe de France Séniors (décembre)

1991 :
- 1er aux Championnats d'Europe Équipe séniors (mars)
- 1er aux Championnats de France Juniors (mars)
- 1er à la Coupe internationale de Zurich Séniors (octobre)
- 1er à la Coupe de France Juniors (novembre)

1992 :
- 1er à la Coupe Internationale de Genève Séniors (avril)
- 1er aux Championnats de France Juniors
- 1er aux Championnats d'Europe par équipe Séniors (mai)
- 1er aux Championnats de France FNSU

1993 :
- 1er aux Championnats de France (mars)
- 1er aux Championnats de France FNSU
- 1er à la Coupe Internationale Genève séniors (avril)
- 1er à la Coupe du Monde à Alger Séniors (octobre)
- 1er à la Coupe de France Séniors (novembre)

1994 :
- 1er à la Coupe de France Séniors
- 1er aux Championnats d'Europe de kata Individuel et Équipe (mai)
- 1er à la Coupe Internationale de Finlande (septembre)
- 1er à la Coupe Internationale de Zurich (octobre)
- 1er à la Coupe de France (novembre)
- 1er aux Championnats du Monde de kata individuel en Malaisie (décembre)
- 2e aux Championnats du Monde de kata par équipe en Malaisie (décembre)

1995 :	
- 1er aux Championnats de France
- 1er aux Championnats d'Europe Individuel d'Helsinki (mai)
- 1er aux Championnats d'Europe Équipe d'Helsinki (mai)
- 1er à l'Open de Finlande (septembre)
- 1er à la Coupe du Monde de Francfort (octobre)
- 1er à la Coupe de France (décembre)

1996 :
- 1er aux Championnats de France Sénior
- 1er aux Championnats d'Europe de  Kata individuel (mai)
- 1er aux Championnats d'Europe de Kata par équipe
- 1er aux Championnats du Monde de Kata Individuel (novembre)
- 2e aux Championnats du Monde de Kata par Équipe (novembre)

1997 :
- 1er à la Coupe de France
- 1er au Championnat de France Sénior (mai)
- 1er au Championnat d'Europe individuel Ténérife (mai)
- 1er au Championnat d'Europe par Équipe Ténérife (mai)
- 1er à la Coupe du Monde à Manille (septembre)

1998 :
- 1er aux internationaux de France Paris
- 1er aux Championnats de France (mars)
- Arrachement des ligaments croisés antérieurs à l'entraînement. Greffe du tendon rotulien (mai)
- 2e au Championnat du Monde individuel Brésil (octobre)

2000:
- 1er au Championnat du Monde individuel Munich (octobre)

## Citations
- « Avant je regardais les gens qui étaient devant moi, et maintenant qu'ils sont derrière moi, c'est plus un combat contre moi-même que je me livre. » Michael Milon, La nouvelle république du centre ouest, lundi 29 mai 1995.
- « Je suis devenu l'homme à abattre. C'est motivant et agréable. Ma force est d'aller vite dans les mouvements tout en conservant ma stabilité. L'objectif est d'être de plus en plus rapide. "
- « J'ai choisi cette activité parce que c'est plus artistique, parce que c'est le karaté pur et dur, le geste et le mental associés et sans cesse améliorés. » Michael Milon, La nouvelle république du centre Ouest, lundi 12 décembre 1994.
- « Lorsque je l'ai vu faire ses premiers mouvements quand il a débuté à 8 ans, il se passait quelque chose ". " Avec son accord, je n'ai pas hésité à l'envoyer aux quatre coins de la France pour qu'il participe à des stages avec les plus grands maîtres. » « Il s'assumait tout en sachant très bien qu'il pouvait compter sur son père et sur sa mère. » Michel Milon, son père. La nouvelle république du centre Ouest, lundi 12 décembre 1994.
- « Un journaliste a écrit ceci à la mort de Michael : « En Grèce, les dieux demandaient aux héros s'ils désiraient une vie courte et palpitante ou une vie longue et monotone. Ils choisissaient la vie courte. Michael a vécu la vie d'un héros. » Michel Milon, son père[2].